# Pieni Honkasaari (ö i Södra Savolax, Nyslott)
Pieni Honkasaari är en ö i Finland. Den ligger i sjön Puruvesi och i kommunen Nyslott i  landskapet Södra Savolax, i den sydöstra delen av landet, 300 km nordost om huvudstaden Helsingfors. Öns area är 3,1 hektar och dess största längd är 250 meter i sydöst-nordvästlig riktning.